# Chloroclystis catastreptes
Chloroclystis catastreptes là một loài bướm đêm trong họ Geometridae.